# Lipogramma robinsi
Lipogramma robinsi Gilmore, 1997 è un piccolo pesce d'acqua salata appartenente alla famiglia Grammatidae.

## Descrizione
Questo pesce è lungo poco più di un paio di cm.

## Distribuzione e habitat
Vive principalmente nelle acque marine prospicienti alle Antille, in un'area probabilmente estesa per gran parte delle acque atlantiche dell'America Centrale, in genere a profondità di poche centinaia di metri.